# بوک دل ریو، وراکروز
بوک دل ریو (به اسپانیایی: Boca del Río) از شهرهای کشور مکزیک است که در ایالت وراکروز قرار دارد و جمعیت آن طبق سرشماری سال ۲۰۱۰ میلادی ۱۲۶٬۵۰۷ نفر بوده است.